# Ruínas maias de Belize

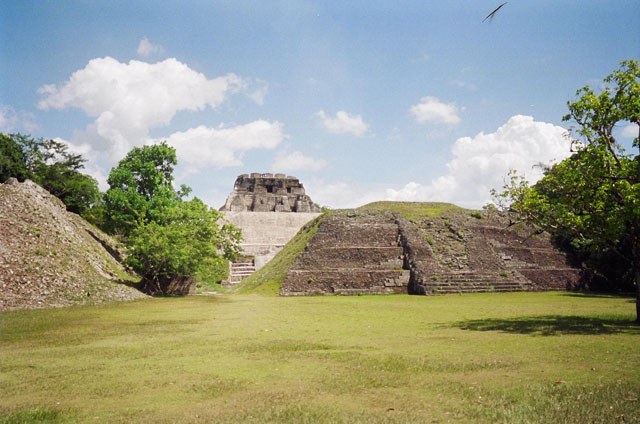
Ruínas maias de Xunantunich

As ruínas maias de Belize  incluem uma série de sítios arqueológicos maias pré-colombianos conhecidos e historicamente importantes.  Belize é considerada parte das planícies maias do sul da área de cultura mesoamericana , e os locais encontrados lá foram ocupados desde o pré - clássico (2000 aC-200 dC) até depois da chegada dos espanhóis no século XVI.
Muitos locais estão em perigo devido à destruição por parte de empresas de construção, que frequentemente obtêm enchimentos das antigas ruínas.

## Caracol
Historicamente, o local mais importante, Caracol, está localizado no oeste de Belize, perto da fronteira com a Guatemala e dentro da parte de Belize da floresta tropical de Peten .  Caracol era o centro de um dos maiores reinos maias e hoje contém os remanescentes de milhares de estruturas.  A cidade foi um local importante nas lutas políticas do período clássico das planícies maias do sul, e é conhecida por derrotar e subjugar Tikal (enquanto aliada a Calakmul , localizada em Campeche , México ).

## Cerros
O local de Cerros , localizado na Baía de Corozal no norte de Belize, é notável como um dos primeiros locais maias, alcançando seu apogeu durante o período pré-clássico na Baía de Corozal e pela presença de um E-Group , um complexo estrutural único encontrado em Arquitetura maia .muito boa.

## Lamanai
Lamanai , localizado em New River em Orange Walk District , é conhecido por ser o local mais ocupado continuamente na Mesoamérica .  O assentamento inicial de Lamanai ocorreu durante o Pré-clássico, e foi continuamente ocupado até e através da colonização da área.  Durante a conquista espanhola de Yucatán , os conquistadores estabeleceram uma igreja católica romana em Lamanai, mas uma revolta dos maias nativos expulsou-os dali.  Os restos existentes da igreja estão de pé ainda hoje.

## Outros sítios
Abaixo, uma lista de outros sítios arqueológicos localizados em Belize: 
- Actun Tunichil Muknal
- Altun Ha
- Baking Pot
- Barton Creek Cave
- Cahal Pech
- Caracol
- Cerros
- Chaa Creek
- Colha
- Cuello
- El Pilar
- Ka'Kabish
- K'axob
- La Milpa
- Lamanai
- Louisville
- Lubaantun
- Marco Gonzalez
- Minanha
- Nim Li Punit
- Nohmul
- Nohoch Che'en
- Pusilha
- San Estevan
- Santa Rita Corozal
- Tipu
- Uxbenka
- Xnaheb
- Xunantunich

## ligações externas amais
- Parques Arqueológicos e Parques de Belize